# Процев
Про́цев (укр. Проців) — село в Бориспольском районе Киевской области Украины.
Население по переписи 2001 года составляло 1047 человек. Село занимает площадь 5,868 км².

## История
Как селение Процево известно с 1096 года. С 1455 года — городище Сальково. С 1926 года село носит нынешнее название.
Сохранилось древнее городище с валом и рвом, относившееся к древнерусскому Сакову. Археологами обнаружены обломки посуды.

## Местный совет
Село Процев — административный центр Процевского сельского совета.
Адрес местного совета: Киевская обл, Бориспольский р-н, с. Процев, ул. Ленина, 4.